# Urmas Kaldvee
Urmas Kaldvee (* 20. November 1961 in Võru) ist ein früherer estnischer Biathlet.
Urmas Kaldvee startete für Dünamo Tallinn. Er gehörte zu den ersten estnischen Biathleten auf der internationalen Bühne, nachdem sich das Land aus der Sowjetunion gelöst hatte. Er nahm an den Olympischen Winterspielen 1992 in Albertville und 1994 in Lillehammer teil. In Frankreich wurde der Este in allen drei Rennen eingesetzt, erreichte im Sprint den 31., im Einzel den 48. und mit Hillar Zahkna, Aivo Udras und Kalju Ojaste als Schlussläufer in der Staffel Elfter. Zwei Jahre später lief er in Norwegen das Einzel und wurde 61., mit Olaf Mihelson, Udras und Ojaste in der Staffel 13. Seinen größten internationalen Erfolg feierte Kaldvee schon bei den Biathlon-Weltmeisterschaften 1992 in Nowosibirsk, wo nur der nichtolympische Mannschaftswettkampf durchgeführt wurde. Hier gewann er mit Udras, Zahkna und Ojaste hinter den Mannschaften der GUS und Norwegens die Bronzemedaille. Bei der WM 1993 in Borowez kam er mit der Staffel auf den siebten Rang. Sein Sohn Martten Kaldvee ist ebenfalls Biathlet und Mitglied des Nationalkaders Estlands.

## Weltcupstatistik
Die Tabelle zeigt alle Platzierungen (je nach Austragungsjahr einschließlich Olympische Spiele und Weltmeisterschaften).
- 1.–3. Platz: Anzahl der Podiumsplatzierungen
- Top 10: Anzahl der Platzierungen unter den ersten zehn (einschließlich Podium)
- Punkteränge: Anzahl der Platzierungen innerhalb der Punkteränge (einschließlich Podium und Top 10)
- Starts: Anzahl gelaufener Rennen in der jeweiligen Disziplin

| Platzierung                                   | Einzel | Sprint | Verfolgung | Massenstart | Team | Staffel | Gesamt |
| --------------------------------------------- | ------ | ------ | ---------- | ----------- | ---- | ------- | ------ |
| 1. Platz                                      |        |        |            |             |      |         |        |
| 2. Platz                                      |        |        |            |             |      |         |        |
| 3. Platz                                      |        |        |            |             | 1    |         | 1      |
| Top 10                                        |        |        |            |             | 1    | 1       | 2      |
| Punkteränge                                   |        |        |            |             | 1    | 3       | 4      |
| Starts                                        | 1      | 2      |            |             | 1    | 3       | 7      |
| Stand: 7. März 2009, Daten nur fragmentarisch |        |        |            |             |      |         |        |